# Elisa Queirolo
Elisa Queirolo (Santa Margherita Ligure, 6 marzo 1991) è un'ex pallanuotista italiana.

## Biografia
Cresciuta nel vivaio della Rapallo Nuoto, ha esordito in serie A1 con la stessa squadra ligure nella stagione 2006-07 e con la quale, nel 2010, ha conquistato la Coppa LEN. L'anno successivo, con la cessione del titolo sportivo del Rapallo alla Pro Recco, è confluita, insieme alle altre compagne di club, nella squadra recchelina, con cui ha subito vinto la Supercoppa europea, la Coppa dei Campioni e lo scudetto.
Con la nazionale giovani ha conquistato la medaglia d'oro ai campionati europei di categoria nel 2008 e nel 2011 è stata convocata nella nazionale maggiore, con la quale ha preso parte alla World league, vincendo l'argento nel 2011, ed agli europei vittoriosi del 2012.
Dal 2020 è un membro del gruppo sportivo Fiamme Oro.
Il 28 agosto 2024, con un comunicato sui propri profili social, annuncia il ritiro dall'attività professionistica.

## Palmarès

### Club
- Campionato italiano: 6

Pro Recco: 2011-12
Rapallo: 2012-13
Padova: 2014-15, 2015-16, 2016-17, 2017-18
- LEN Champions Cup: 1

Pro Recco: 2011-12
- Coppe LEN: 2

Rapallo: 2010-11
Padova: 2023-24
- Supercoppa LEN: 1

Pro Recco: 2011
- Coppe Italia: 4

Rapallo: 2013-14
Padova: 2014-15, 2016-17, 2019-20
- FIN Cup: 1

Padova: 2016-17

### Nazionale
- Olimpiadi

Rio de Janeiro 2016: 
- Mondiali

Kazan' 2015: 
- World League

Tianjin 2011: 
- Europei

Eindhoven 2012: 
Belgrado 2016: 
- Oro ai campionati europei giovani: 1

Italia: Gyor 2008